# Libertinaje
Libertinaje è un album dei Bersuit Vergarabat pubblicato nel 1998.

## Tracce
1. Yo tomo – 3:32
2. A los tambores – 3:23
3. De onda – 3:01
4. Se viene – 3:26
5. Murguita del sur – 4:17
6. Sr. Cobranza – 4:20
7. Vuelos – 4:25
8. Gente de mierdas – 2:47
9. Sincerebro – 3:29
10. A marça de Deux – 5:20
11. C.S.M. – 2:40
12. ¿Qué pasó? – 6:03